# Coteaux Beauclair (Métro Paris)
Coteaux Beauclair ist der Name einer Station der Linie 11 der Pariser Métro. Die Station wurde oberirdisch in ein 600 Meter langes Viadukt integriert und liegt acht Meter über Straßenniveau. Dieser kurze oberirdische Abschnitt wird durch eine Senke nötig, welche das Viadukt überspannt. Die Métrostation befindet sich sowohl in Noisy-le-Sec, Département Seine-Saint-Denis, als auch Rosny-sous-Bois, Département Seine-Saint-Denis, wenige Kilometer östlich der Pariser Stadtgrenze. Die Station schließt das Einkaufszentrum Domus besser an den öffentlichen Nahverkehr im Großraum Paris an.
Die Eröffnung der Station erfolgte am 13. Juni 2024. Sie ist Teil der Verlängerung um sechs Stationen von Mairie des Lilas bis Rosny-Bois-Perrier. Die Bauarbeiten begannen am 10. Dezember 2016.
Der Projektname für diese Station war Londeau-Domus.